# وی‌اچ‌دی‌ال-ای‌ام‌اس
زبان VHDL-AMS زبانی مشتق شده از زبان توصیف کننده سخت‌افزار vhdl می‌باشد (بنابر استاندارد IEEE ۱۰۷۶–۱۹۹۳).
این زبان در بر گیرندهٔ زبان‌هایی با پسوند آنالگ و و سیگنال‌های مخلوط؛ به منظور تعریف رفتار اینگونه سیگنال‌ها می‌باشد.
زبان vhdl-ams به این قصد ایجاد شد تا طراحان سیستم‌هایی با سیگنال‌های آنالوگ، سیگنال‌های مخلوط و مدارهای مجتمع را قادر به ایجاد و استفاده ماژول‌هایی بسته‌بندی شده برای توصیف رفتارهای سطح بالای سیستم سازد و همچنین بتوانند توصیفی ساختاری از سیستم‌ها و قطعات ارائه دهند.
VHDL- AMS یک زبان مدلسازی استاندارد صنعت، برای مدارهای سیگنال مختلط است.
این زبان به‌طور همزمان هر دو ویژگی پیوستگی در زمان و رویداد محور معناشناسی مدل سازی را پشتیبانی می‌کند لذا برای استفاده از مدارات آنالوگ، دیجیتال و مخلوطی آنلوگ و دیجیتال مناسب می‌باشد.
Vhdl-ams به خصوص برای بازبینی و تأیید مدارات پیچیدهٔ آنالوگی، مخلوط سیگنال و فرکانس مدارات مجتمع رادیویی مناسب می‌باشد.

## مثالی از کد نویسی
برای طراحی و کدنویسی vhdl-ams حداقل دو قسمت وجود دارد. بخشی توصیف کنندهٔ رابط سخت‌افزار و نرم‌افزار و بخشی مربوط به معماری و اجرای واقعی مدار می‌شود.
علاوه بر این بسیاری از بخش طراحی مربوط به وارد کردن ماژول‌های کتابخانه‌ای می‌باشد. بخشی از طرح نیز شامل معماری و تنظیمات بخش‌های مختلف می‌شود.
یک دیود ایده‌آل در vhdl-ams چیزی مشابه کد زیر می‌تواند باشد:
```
-- (this is a VHDL comment)

library
 
IEEE
;

use
 
IEEE.math_real.
all
;

use
 
IEEE.electrical_systems.
all
;

-- this is the entity

entity
 
DIODE
 
is

   
generic
 
(
iss
:
 
current
 
:=
 
1
.
0
e
-
14
;
  
-- Saturation current

            
af
:
 
real
    
:=
 
1
.
0
;
      
-- Flicker noise coefficient

            
kf
:
 
real
    
:=
 
0
.
0
);
     
-- Flicker noise exponent

   
port
 
(
terminal
 
anode
,
 
cathode
:
 
electrical
);

end
 
entity
 
DIODE
;

architecture
 
IDEAL
 
of
 
DIODE
 
is

  
quantity
 
v
 
across
 
i
 
through
 
anode
 
to
 
cathode
;

  
constant
 
vt
:
 
voltage
 
:=
 
0
.
0258
;
     
-- Thermal voltage at 300 K

begin

  
i
 
==
 
iss
 
*
 
(
exp
(
v
/
vt
)
 
-
 
1
.
0
);

end
 
architecture
 
IDEAL
;

```